# Боровська Таїса Миколаївна
Боровська Таїса Миколаївна (нар. 5 грудня 1954 в м. Куйбишев, тепер м. Самара, Російська Федерація) — український науковець, доктор технічних наук (2016), професор (2017).

## Біографічні відомості
Народилася 5 грудня 1954 року в м. Куйбишев, тепер м. Самара, Російська Федерація.
В 1977 році закінчила з відзнакою Вінницький національній політехнічний інститут (сьогодні Вінницький національний технічний університет) за спеціальністю «Електронні обчислювальні машини».
В 1984 році закінчила аспірантуру Вінницького національного політехнічного університету.
В 1985 році захистила кандидатську дисертацію за спеціальністю «Інформаційно-вимірювальні системи (в науці та промисловості)», у 2016 році докторську дисертацію за спеціальністю «Математичне моделювання та обчислювальні методи».
З 1992 року працює на кафедрі комп'ютерних систем управління.

## Наукові ступені
1985 — кандидат технічних наук. Тема кандидатської дисертації: «Декомпозиція задач в інформаційно-вимірювальних системах і вибір методів для їх рішення».
1992 — отримала звання доцента кафедри комп'ютерних систем управління.
2016 — доктор технічних наук. Тема докторської дисертації: «Методологічні основи створення математичних моделей розвитку розподілених виробничих систем».
2017 — отримала вчене звання професора кафедри комп’ютерних систем управління.
2017 — професор кафедри Комп'ютерних систем управління.

## Напрями педагогічної роботи
Викладає курси:
- «Теорія автоматичного управління»
- «Надійність та якість комп'ютерно-інтегрованих систем»
- «АСУ в менеджменті та бізнесі»
- «Надійність та живучість систем управління»
- «Автоматизовані системи управління в менеджменті та бізнесі»
- «Інформаційна підтримка бізнес-процесів»
- «Основи науково-дослідної роботи»
- «Управління бізнес-процесами»
- «Оптимізація інформаційних систем»

## Головний науковий напрямок
Конструювання математичних моделей функціонування і розвитку виробничих систем, а саме:
- Декомпозиційні методи в моделюванні й оптимізації на базі методології трирівневої — структурної, функціональної, редукційної декомпозиції.
- Оптимізація функціонування і розвитку виробничих систем на базі методології оптимального агрегування.
- Методи оцінки й мінімізації ризиків на базі імітаційного моделювання виробничої системи в активному оточенні інших виробників та користувачів.

За результатами досліджень у вибраному напрямку опубліковано понад 213 наукових та навчально-методичних праць, в тому числі 3 монографії, 7 навчальних посібників (6 навчальних посібників з грифом Міністерства освіти і науки України), 37 статей у фахових виданнях України, 28 публікацій в періодичних виданнях іноземних держав, 16 публікацій, що включені до міжнародних наукометричних баз Scopus та Web of Science (WoS), 18 свідоцтв про реєстрацію авторського права на твір, 112 тез доповідей. Кількість цитувань у Scopus – 43, в Google Academy – 435, Індекс Хірша в Scopus - 4, Індекс Хірша в Google Academy – 11.
Нагороджена подякою МОН України, грамотою МОН України, 2 грамотами управління освіти і науки Вінницької обласної державної адміністрації, грамотою за 2 місце в конкурсі на найкращу навчальну літературу ВНТУ.
Керує аспірантами та магістрантами. Підготувала 2 кандидати наук, 21 магістрів. Керує студентською науковою роботою.

## Розробки
- «Розробка програмних модулів для комплексної оцінки ефективності проєктів розвитку виробництва» [Архівовано 25 квітня 2017 у Wayback Machine.]
- «Разработка программных модулей для анализа рисков на этапах строительства, запуска и функционирования предприятий, включающих биореакторные установки» [Архівовано 25 квітня 2017 у Wayback Machine.]
- Комплекс программно-методического обеспечения для анализа рисков при строительстве, запуске и функционировании биореакторных систем [Архівовано 25 квітня 2017 у Wayback Machine.]
- «Система підтримки рішень в проєктуванні, будівництві та функціонуванні біореакторних систем для утилізації відходів» [Архівовано 25 квітня 2017 у Wayback Machine.]
- «Системи підтримки рішень з планування багатопродуктового виробництва» [Архівовано 25 квітня 2017 у Wayback Machine.]
- «Комплекс програм для аналізу оптимізації ефективності інвестиційних проєктів» [Архівовано 25 квітня 2017 у Wayback Machine.]

## Основні публікації
1. Боровська Т. М. Метод оптимального агрегування в оптимізаційних задачах: монографія / Т. М. Боровська, І. С. Колесник, В. А. Северілов. — Вінниця: УНІВЕРСУМ-Вінниця, 2009. — 229 с. — ISBN 978-966-641-285-3.MetodyOpAgry123_09 (5,15Mb)
2. Боровська Т. М. Моделювання і оптимізація процесів розвитку виробничих систем з урахуванням використання зовнішніх ресурсів та ефектів освоєння : монографія / Т. М. Боровська, С. П. Бадьора, В. А. Северілов, П. В. Северілов ; за заг. ред. Т. М. Боровської.  — Вінниця : ВНТУ, 2009. — 255 с.  — ISBN 978-966-641-312-6. ModOptProcRozv3-New(5,55Mb)
3. Боровська Т. М. Математичні моделі функціонування і розвитку виробничих систем на базі методології оптимального агрегування: монографія / Т. М. Боровська.  — Вінниця : ВНТУ, 2018.  — 308 с.  — ISBN 978–966–641–731–5. 
4. Боровська Т. М. Моделювання та оптимізація систем автоматичного управління : навчальний посібник для студ. вищ. навч. закл. / Т. М. Боровська, А. С. Васюра, В. А. Северілов : М-во освіти і науки України. — Вінниця: ВНТУ, 2009.  — 132 с. — ISBN 978-966-641-319-5.
5. Боровська Т. М. Основи теорії управління та дослідження операцій : навчальний посібник для студ. вищ. навч. закл. / Т. М. Боровська, І. С. Колесник, В. А. Северілов : М-во освіти і науки України.  — Вінниця : УНІВЕРСУМ-Вінниця, 2008.  — 242 с. — ISBN 978-966-641-275-4.
6. Боровська Т. М. Спеціальні розділи вищої математики : навчальний посібник для студ. вищ. навч. закл. / Т. М. Боровська, І. С. Колесник, В. А. Северілов : М-во освіти і науки України. — Вінниця : УНІВЕРСУМ-Вінниця, 2008.  — 182 с.  — ISBN 978-966-641-276-1.
7. Боровська Т. М. Теорія автоматичного управління. Частина 1. Аналіз САУ : навчальний посібник для студ. вищ. навч. закл. / Т. М. Боровська, В. А. Северілов, А. С. Васюра : М-во освіти і науки України.  — Вінниця : УНІВЕРСУМ-Вінниця, 2008.  — 97 с. — ISBN 978-966-641-277-8.
8. Боровська Т. М. Моделювання та оптимізація у менеджменті : навчальний посібник для студ. вищ. навч. закл. / Т. М. Боровська, В. А. Северілов, С. П. Бадьора, І. С. Колесник : М-во освіти і науки України.  — Вінниця : УНІВЕРСУМ  — Вінниця, 2009.  — 145 с. — ISBN 978-966-641-287-7.
9. Боровська Т. М. Моделювання задач управління інвестиціями: навчальний посібник для студ. вищ. навч. закл. / Т. М. Боровська, В. А. Северілов, С. П. Бадьора, І. С. Колесник : М-во освіти і науки України.  — Вінниця : ВНТУ, 2009.  — 178 с.  — ISBN 978-966-641-311-9.
10. Боровська Т. М. Детермінована модель для прогнозування розвитку розподілених систем / С. П. Бадьора, Т. М. Боровська // Вісник Вінницького політехнічного інституту.  — 2006.  — № 2.  — С. 41–54 [Архівовано 28 жовтня 2019 у Wayback Machine.].
11. Імовірнісна модель для прогнозування розвитку розподілених систем / С. П. Бадьора, Т. М. Боровська // Вісник Вінницького політехнічного інституту. — 2006. — № 1. — С. 45–61.
12. Боровська Т. М. Адаптивна система для оптимального розподілу навантаження між хімічними реакторами / Т. М. Боровська, А. С. Васюра, І. С. Колесник // Вісник Вінницького політехнічного інституту.  — 2005.  — № 6.  — С. 41–46. [Архівовано 17 березня 2022 у Wayback Machine.]
13. Боровська Т. М. Аналіз навчального процесу в умовах МРС: обробка даних та моделі навчання / Т. М. Боровська, В. А. Северілов // Нові технології.  — 1991.  — № 1–2.  — C. 22–26, 59–64.
14. Боровская Т. Н. Анализ отказоустойчивости структур информационно-измерительных систем / Т. Н. Боровская, Е. Н. Мельник // Проектирование промышленных систем повышенной живучести : сб. науч. тр. — Киев : Ин-т кибернетики им. В. М. Глушкова АН УССР, 1986.  — С. 42–49.
15. Боровська Т. М. Використання декомпозиційних структур для синтезу регуляторів / Т. М. Боровська // Вісник Вінницького політехнічного інституту.  — 2000.  — № 1.  — С. 5–14.
16. Боровская Т. Н. Многошаговые процессы принятия решений при монотонно убывающих функциях полезности и стоимости измерительной информации / Т. Н. Боровская, Н. А. Нехаевская // Социо–технико–экономические системы: оптимальность, устойчивость, живучесть : сб. науч. тр.  — Киев : Ин-т кибернетики им. В. М. Глушкова АН УССР, 1989.  — С. 30-38.